# Ligidium denticulatum
Ligidium denticulatum is een pissebed uit de familie Ligiidae. De wetenschappelijke naam van de soort is voor het eerst geldig gepubliceerd in 1949 door Shen.